# HMS Bounty
«Ба́унти» (англ. HMS Bounty — Корабль Его Величества «Щедрость» или англ. HMAV Bounty – Вооружённое судно Его Величества «Щедрость») — трёхмачтовый корабль общим водоизмещением 215 тонн, сошедший со стапелей в Дептфорде в 1787 году как торговый. Первоначально имел название «Bethia». 23 декабря 1787 года перестроенный и переименованный в «Баунти» корабль под командованием лейтенанта Уильяма Блая вышел в плавание к Таити, где должен был взять груз саженцев хлебного дерева для плантаций Ямайки. 26 октября 1788 года «Баунти» прибыл на Таити, а 4 апреля 1789 года вышел в море. 28 апреля 1789 года на корабле произошёл бунт, в результате которого помощник капитана Флетчер Кристиан захватил власть на судне, высадил Уильяма Блая и оставшихся верными ему членов команды на 7-метровый баркас, а сам повёл «Баунти» обратно на Таити.

## Предыстория
Британские власти, широко использовавшие рабский труд на Ямайке, в частности на плантациях сахарного тростника, были обеспокоены поисками новых источников питания для рабов. 
Джозеф Банкс был консультантом Королевского ботанического сада Кью-Гарденс, находящегося недалеко от Лондона, а несколько лет спустя в качестве ботаника участвовал в тихоокеанских экспедициях капитана Джеймса Кука. Банкс и Кук поняли, что хлебное дерево — весьма перспективная культура. Банкс подал британским властям идею привезти саженцы хлебного дерева с Таити на Ямайку для дальнейшего размножения на островах Карибского архипелага и использования прежде всего в качестве дешёвого источника питания для рабов. 
Уильям Блай отправился в дальнее путешествие с целью взять на борт около тысячи саженцев. Эта экспедиция была весьма затратной, но траты окупились бы, если бы саженцы были доставлены и прижились на новом месте.

## Мятеж
Банкс, хотя он и не сопровождал Блая в его экспедиции, разработал план ухода за саженцами во время долгого плавания, особое внимание обратив на то, что им нужно обилие пресной воды. По мнению некоторых историков и исследователей, то, что о создании условий для растений и об их поливе заботились в ущерб членам команды, переполнило чашу их терпения и спровоцировало заговор. На рассвете 28 апреля 1789 года недалеко от острова Тонга капитан Блай вместе с 18 верными ему членами команды под угрозой смерти был высажен на баркас. Его драгоценный груз, по мнению историков, погиб: необразованные мятежники выбросили его за борт.
Так как долго оставаться на Таити мятежникам было опасно (рано или поздно за ними должна была прийти карательная экспедиция), Флетчер Кристиан принял решение отправиться на поиски необитаемого острова, где Королевский флот не смог бы его найти. 16 членов команды остались на Таити, и 14 из них были арестованы пришедшей карательной экспедицией HMS Pandora (2 умерли до прихода карателей). Впоследствии трое из них были приговорены к смертной казни и повешены на нок-реях линейного корабля «Брунсвик».
23 января 1790 года «Баунти», на котором находилось 9 членов экипажа, подошел к берегам острова Питкэрн. Кроме них, 6 таитянских мужчин, 11 таитянских женщин и один ребёнок стали первыми жителями острова — питкэрнцами.
Пребывание мятежников на острове Питкэрн было своего рода возмездием. Жизнь на острове была суровой. Зависть порождала насилие и смерть. В конце концов из мятежников остался в живых только один мужчина — Джон Адамс. Все остальные англичане и таитяне перебили друг друга в ссорах из-за женщин. Адамс принял на себя роль патриарха общины, воспитывая многочисленных детей, которые успели родиться до резни. Несмотря на эти проблемы и сопровождающие их трудности в борьбе за существование, «колония» выжила. Впоследствии потомки этих поселенцев получили право в 1856 году поселиться на острове Норфолк.

Сам корабль «Баунти» был сожжён мятежниками вскоре после высадки на Питкэрн, чтобы никто из них не смог убежать с острова.

## Судьба Уильяма Блая
Блай и его спутники на своём 7-метровом баркасе провели семь недель, полных лишений и испытаний. Взяв курс на северо-запад, они миновали острова, теперь известные как Фиджи, затем поплыли к восточному побережью Новой Голландии (Австралия) и в конце концов обрели спасение на острове Тимор, который находится около 6000 километров западнее от того места, где они были оставлены.
Когда Блай вернулся в Англию, в его распоряжение предоставили два корабля. И он снова отправился на Таити за саженцами хлебного дерева. На этот раз (это было в 1792 году) ему удалось привезти 700 саженцев в Вест-Индию — на остров Сент-Винсент и на Ямайку. Там и по сей день растут хлебные деревья. Но по возвращении в Англию его ждал холодный приём в Адмиралтействе. В его отсутствие прошло судебное заседание, где бывшие мятежники выдвинули обвинения против капитана и выиграли дело (при отсутствии Блая). Главным свидетельством событий на корабле стал дневник Джеймса Моррисона, который был помилован, но жаждал смыть позор мятежника с имени семьи. Дневник противоречит записям корабельного журнала и написан после событий. Эти записи стали основой романа и последовавших экранизаций.

Капитан Блай умер в 1817 году в звании вице-адмирала, в газетах с некрологом эпизод с восстанием на «Баунти» никак не упоминался.

## Bounty
Для съёмок фильма в 1961 году на верфи Smith & Rhuland Shipyard в канадском Луненберге был построен корабль-новодел Bounty. Затонул у побережья Северной Каролины во время урагана Сэнди 29 октября 2012 года, двое членов команды погибло.